# François Asselineau
François Asselineau (ur. 1957) – francuski urzędnik państwowy i polityk. Asslineau działał w Rassemblement pour la France (RPF) i Unii na rzecz Ruchu Ludowego (UMP), zanim w 2007 r. założył własną partię Union populaire républicaine (UPR). Partia opowiada się za wystąpieniem Francji z Unii Europejskiej, strefy euro i NATO. Asselineau startował w wyborach prezydenckich w 2012 r. i w wyborach prezydenckich w 2017 r., gdzie w pierwszej turze uzyskał 0,92 proc.
François Asselineau kształcił się w HEC Paris i École nationale d’administration.